# Matt Braly
Matthew Benjakarn Braly ( /ˈbrɑːli/ BRAH-lee ; sinh ngày 8 tháng 11 năm 1988) là một nhà làm phim hoạt hình, họa sĩ phân cảnh, đạo diễn và nhà biên kịch người Mỹ. Anh được biết đến nhiều nhất với vai trò là người sáng tạo và giám chế loạt phim hoạt hình Amphibia trên Disney Channel. Anh cũng từng làm đạo diễn cho loạt phim hoạt hình Gravity Falls và Big City Greens.

## Sự nghiệp
Braly quyết định theo đuổi sự nghiệp hoạt hình sau một "ngày hướng nghiệp" ở trường trung học, nơi một họa sĩ hoạt hình Pixar đã vẽ hình ảnh Lumiere từ bộ phim Người đẹp và Quái vật của Disney trong khi nói về việc làm hoạt hình để kiếm sống. Anh bắt đầu sự nghiệp của mình bằng việc học tại Học viện nghệ thuật California. Sau khi tốt nghiệp, anh làm việc tại DreamWorks Animation với vai trò là họa sĩ cốt truyện cho Turbo (2013).
Trong khi phát triển bộ phim Turbo, Braly và một số họa sĩ cốt truyện khác của DreamWorks Animation đã đến thăm Alex Hirsch, người đang làm việc trên một chương trình mang tên Gravity Falls (2012–16) cho Disney Television Animation. Hirsch cũng theo học ở Học viện nghệ thuật California, và mặc dù họ chưa bao giờ học cùng nhau, Braly vẫn thích những bộ phim thời sinh viên mà Hirsch làm. Trong chuyến thăm, Hirsch đã giới thiệu Gravity Falls cho Braly.
Thu hút bởi ý tưởng và cách Hirsch muốn Gravity Falls trở thành một chương trình nhiều tập, Braly đã làm một bài kiểm tra để xin vào làm việc cho chương trình, và anh được thuê làm họa sĩ phân cảnh và đạo diễn cho loạt phim. Braly ghi nhận Hirsch là người "đã dạy [anh] rất nhiều về cách kể chuyện, cách phát triển nhân vật và thế giới", cũng như là người truyền cảm hứng để anh tạo ra chương trình của riêng mình. Loạt phim phát sóng từ ngày 15 tháng 6 năm 2012 đến ngày 15 tháng 2 năm 2016. Năm 2016, Braly giành được Giải Annie với vai trò đạo diễn trong tập phim Gravity Falls "Northwest Mansion Mystery". Braly cũng đóng vai trò là họa sĩ hoạt hình nội bộ chính cho cảnh cuối của tập phim " Not What He Seems".
Sau khi đạo diễn Big City Greens, Braly đã phát triển một bộ phim truyền hình mang tên Amphibia cho Disney Channel. Bộ phim tập trung vào cuộc phiêu lưu của Anne Boonchuy, một cô gái người Mỹ gốc Thái, trong một thế giới lưỡng cư cùng tên. Loạt phim được lấy cảm hứng từ những chuyến thăm Bangkok hồi nhỏ của Braly, nơi anh mặc dù cảm thấy mình như người lạ nhưng cuối cùng vẫn muốn ở lại. Ông cũng lấy cảm hứng từ các trò chơi như The Legend of Zelda và Chrono Trigger. Braly, bản thân là người Mỹ gốc Thái, đã quyết định tạo ra nhân vật chính là người Mỹ gốc Thái với mong muốn tạo ra một nhân vật người Thái, vì có rất ít nhân vật chính người Thái trong các bộ phim truyền hình khi anh còn bé. Bộ phim được phát sóng trong ba mùa gồm 58 tập từ ngày 17 tháng 6 năm 2019 đến ngày 14 tháng 5 năm 2022. Anh  coi tập cuối của loạt phim, "The Hardest Thing", là tập phim yêu thích của mình.
Sau khi loạt phim Amphibia kết thúc vào tháng 5 năm 2022, Braly rời Disney Television Animation. Vào tháng 8 năm 2023, anh đã vẽ một bộ truyện tranh trực tuyến mang tên Sonic the Hedgehog như một phần của chiến dịch Sonic Fast Friends Forever. Vào ngày 14 tháng 12 năm 2023, có thông tin cho rằng Braly sẽ đạo diễn một bộ phim phiêu lưu kỳ ảo cho Sony Pictures Animation từ kịch bản mà anh đồng sáng tác với Rebecca Sugar, cộng sự lâu năm của anh; bộ phim sẽ tập trung vào một cậu bé ốm yếu du hành đến một thế giới tâm linh của Thái Lan. Braly cũng đang phát triển một tiểu thuyết đồ họa được công bố vào tháng 8 năm 2024 với tên gọi Family Force V. Skybound Comet dự kiến sẽ xuất bản tiểu thuyết đồ họa vào tháng 5 năm 2025. Braly cũng đang theo dõi quá trình sản xuất một loạt phim ngắn khám phá các vấn đề xã hội.

## Đời tư
Braly là người gốc Thái. Mẹ của anh, On Braly, đã lồng tiếng cho bà Boonchuy (mẹ của Anne) trong Amphibia. Braly và vợ anh, kỹ sư phần mềm Katherine Bedrosian, đều học chung trường trung học Christian Brothers. Họ kết hôn vào ngày 21 tháng 4 năm 2018.
Khi còn nhỏ, Braly đã xem những bộ phim như Mortal Kombat (1995) vì chúng được quay ở Thái Lan và thời điểm đó hầu như không có đại diện Thái Lan nào xuất hiện trên truyền hình. Ông cũng từng vẽ các nhân vật từ các thương hiệu như Mortal Kombat và Sonic the Hedgehog. Braly là một người hâm mộ loạt phim Sonic the Hedgehog và lấy cảm hứng từ đoạn mở đầu trong tập đầu của anime Sonic X cho phần cao trào của tập phim Amphibia "True Colors ". Anh cũng đã lấy cảm hứng từ một số bộ phim kinh dị cho tập phim "The Shut-In" vì anh là một người thích xem phim kinh dị. Anh ấy cũng là một người hâm mộ loạt phim Gargoyles của Disney và bộ phim The Princess and the Frog; các diễn viên trong cả hai bộ phim đều đã xuất hiện trong Amphibia. Cả Braly và vợ anh đều là người hâm mộ chương trình RuPaul's Drag Race, và chính RuPaul cũng đã xuất hiện trong mùa 3 của Amphibia.

## Danh sách phim

### Điện ảnh
| Năm  | Tựa phim                                  | Đạo diễn | Biên kịch | Họa sĩ cốt truyện | Khác  | Ghi chú                         |
| ---- | ----------------------------------------- | -------- | --------- | ----------------- | ----- | ------------------------------- |
| 2012 | Adam and Dog                              | Không    | Không     | Không             | Có    | Trợ lý hoạt hình Phim ngắn      |
| 2013 | Turbo                                     | Không    | Không     | Có                | Không |                                 |
| 2021 | Nhà Mitchell đối đầu với máy móc          | Không    | Không     | Có                | Không | Không ghi công                  |
| TBA  | Bộ phim Sony Pictures Animation không tên | Có       | Có        | TBA               | TBA   | Đồng sáng tác với Rebecca Sugar |

### Truyền hình
| Năm     | Tựa phim                                       | Sáng tạo | Sản xuất | Biên kịch | Họa sĩ cốt truyện | Đạo diễn | Diễn viên | Khác  | Vai trò                                                        | Ghi chú                                                                       |
| ------- | ---------------------------------------------- | -------- | -------- | --------- | ----------------- | -------- | --------- | ----- | -------------------------------------------------------------- | ----------------------------------------------------------------------------- |
| 2012–16 | Gravity Falls                                  | Không    | Không    | Không     | Có                | Có       | Không     | Có    |                                                                | 8 tập Họa sĩ hoạt hình chính                                                  |
| 2014    | Steven Universe                                | Không    | Không    | Có        | Có                | Không    | Không     | Không |                                                                | Tập: "Lars and the Cool Kids"                                                 |
| 2017    | Billy Dilley's Super-Duper Subterranean Summer | Không    | Không    | Không     | Có                | Không    | Không     | Không |                                                                | Người sửa lại cốt truyện Tập: "Lab Friends... Forever?" and "Surviving Billy" |
| 2017    | DuckTales                                      | Không    | Không    | Không     | Không             | Không    | Không     | Có    |                                                                | Thiết kế nhân vật phụ Tập: "Woo-oo!"                                          |
| 2018    | Big City Greens                                | Không    | Không    | Có        | Có                | Có       | Không     | Không |                                                                | 7 tập                                                                         |
| 2019–22 | Amphibia                                       | Có       | Có       | Có        | Có                | Không    | Có        | Không | Chuck Người gác cổng Newtopia The Seamstress Các nhân vật khác | Giám chế                                                                      |
| 2023    | The Owl House                                  | Không    | Không    | Không     | Không             | Không    | Không     | Có    |                                                                | Phần cảm ơn đặc biệt Tập: "Watching and Dreaming"                             |

## Đề cử và đoạt giải
| Năm  | Giải thưởng                      | Thể loại                                                                                 | Đề cử                                           | Kết quả   | Ref    |
| ---- | -------------------------------- | ---------------------------------------------------------------------------------------- | ----------------------------------------------- | --------- | ------ |
| 2016 | Giải Annie lần thứ 43            | Thành tích nổi bật trong đạo diễn trong một chương trình truyền hình/phát sóng hoạt hình | Gravity Falls (cho "Northwest Mansion Mystery") | Đoạt giải | [ 25 ] |
| 2021 | Giải Emmy ban ngày               | Loạt phim hoạt hình thiếu nhi xuất sắc                                                   | Amphibia                                        | Đề cử     | [ 26 ] |
| 2022 | Giải Annie                       | Truyền hình/phương tiện truyền thông hay nhất cho trẻ em                                 | "True Colors"                                   | Đề cử     | [ 27 ] |
| 2022 | Giải GLAAD Media lần thứ 33      | Chương trình dành cho trẻ em và gia đình xuất sắc                                        | Amphibia                                        | Đề cử     | [ 28 ] |
| 2022 | Giải Emmy cho trẻ em và gia đình | Kịch bản xuất sắc cho một chương trình hoạt hình                                         | Amphibia                                        | Đề cử     | [ 29 ] |
| 2023 | Giải GLAAD Media lần thứ 34      | Chương trình dành cho trẻ em và gia đình xuất sắc                                        | Amphibia                                        | Đề cử     | [ 30 ] |